# Kathedraal van Palermo

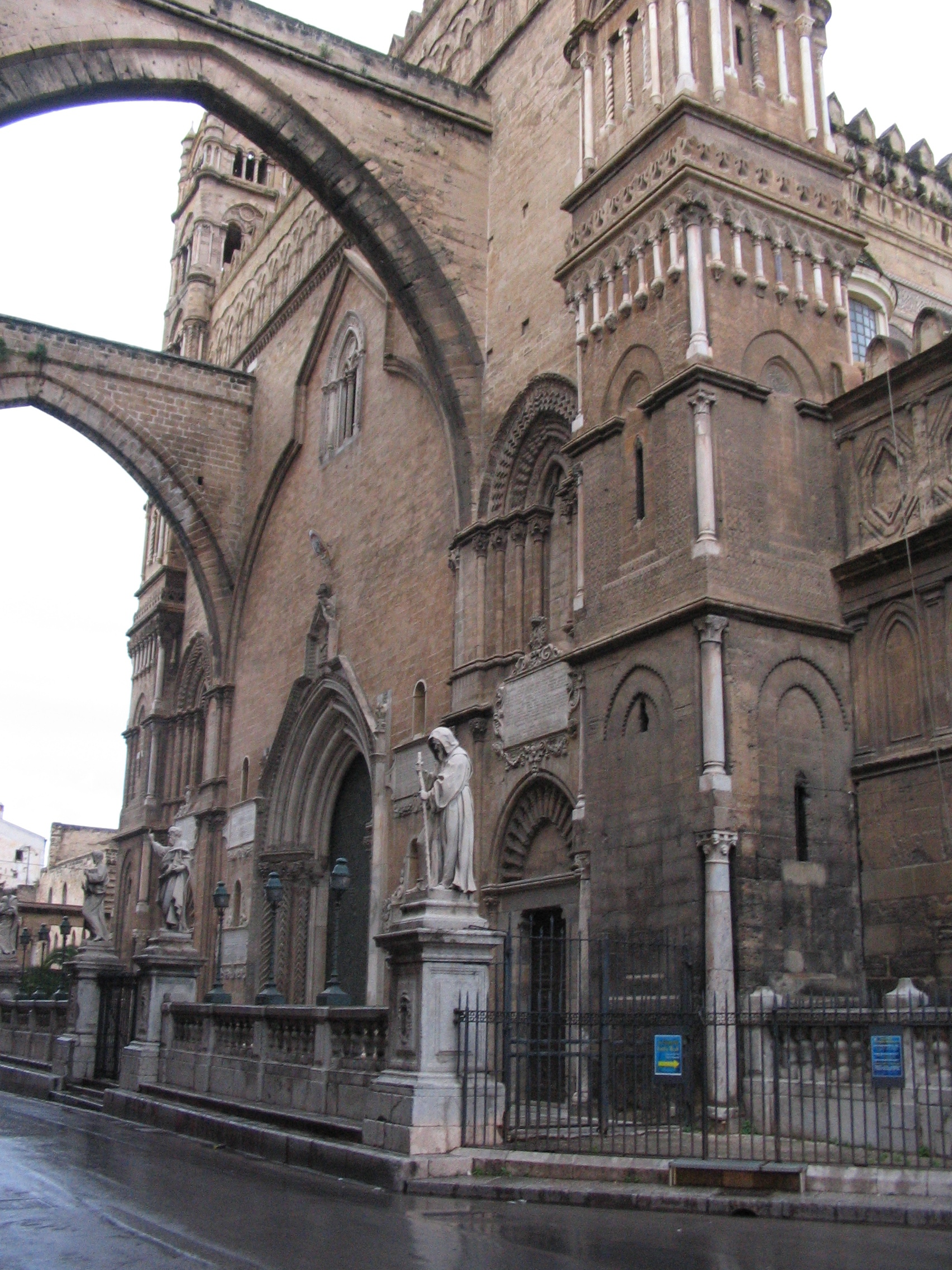
De westgevel die door arcades verbonden is met de klokkentoren.

De Cattedrale della Santa Vergine Maria Assunta (Nederlands: Kathedraal van de Maria-Tenhemelopneming) is de belangrijkste kerk van de Siciliaanse hoofdstad Palermo. De kathedraal wordt gekenmerkt door de vele bouwstijlen ten gevolge van een lange geschiedenis van uitbreidingen, wijzigingen en restauraties, waarvan de laatste in de negentiende eeuw plaatsvonden. De kathedraal staat aan een plein aan de Corso Vittorio Emanuele. De kathedraal is sinds 2015 onderdeel van de werelderfgoedlijst-inschrijving Arabisch-Normandisch Palermo en de kathedralen van Cefalù en Monreale.

## Geschiedenis

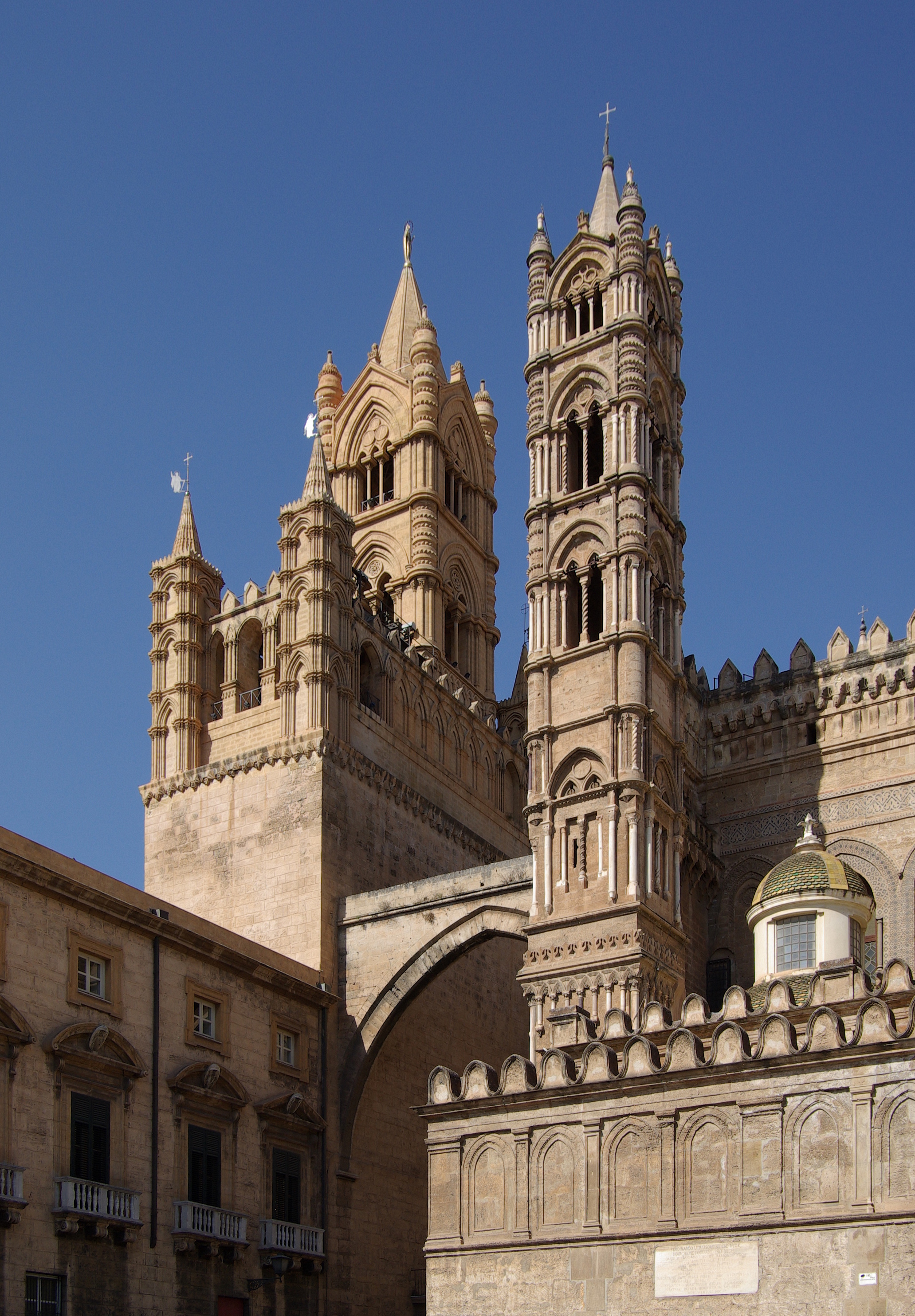
De westelijke klokkentoren

Op de plaats van het huidige gebouw werd reeds in de zesde eeuw, ten tijde van paus Gregorius I, een kathedraal opgericht. De Arabieren maakten, na hun verovering van Sicilië, van de kathedraal een moskee. Tot deze Grote Moskee behoorde niet alleen het gebedshuis voor het vrijdaggebed, maar ook de madrassa, een bibliotheek en een badhuis. Nadat Roger I Palermo had veroverd op de Arabieren, werd de moskee wederom de zetel van het aartsbisdom Palermo.
Toen de oude kathedraal in 1169 door een aardbeving zwaar beschadigd raakte, besloot aartsbisschop Walter Offamilio de kathedraal volledig af te breken en een nieuwe te bouwen. De nieuwbouw werd in de jaren 1179-1185 gebouwd en was een typerend voorbeeld van de Arabisch-Normandische architectuur. Niet alleen de oorspronkelijke kathedraal werd gesloopt, maar ook de bijgebouwen van de Grote Moskee.
Van de veertiende tot de zestiende eeuw werd het gebouw meermalen uitgebreid. Het hoofdportaal werd van de westzijde naar de zuidzijde verplaatst en daarvoor werd een groot plein aangelegd. Het zuidelijke portaal werd rond 1465 gedecoreerd in de Catalonische laatgotische stijl.
In de jaren 1781-1801 werd het aanzien van de kathedraal aanzienlijk veranderd door de architect Ferdinando Fuga door een grootschalige renovaties van het exterieur en interieur. Fuga bouwde een neoclassicistische koepel boven de kruising en verving de daken van de zijbeuken door een reeks van kleine koepels. Het interieur kreeg een classicistisch uiterlijk doordat Fuga de kolommen tussen het schip en de zijbeuken, met hun gotische spitsbogen, verving door een massieve pilaren en bogen.
De laatste veranderingen aan de kathedraal vonden plaats in de negentiende eeuw toen de grote westelijke klokkentoren een neogotisch uiterlijk kreeg.

## Exterieur

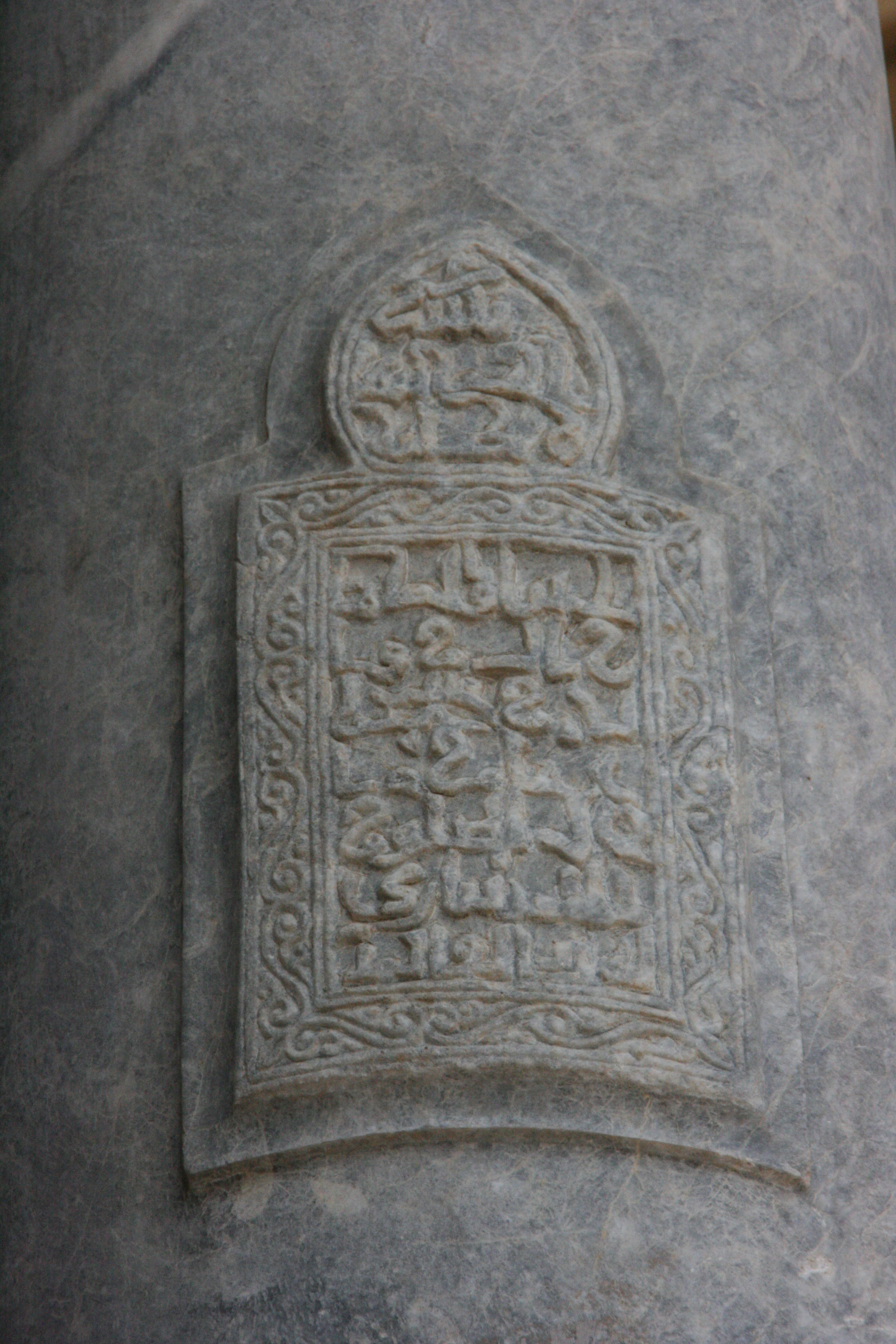
Arabische inscriptie

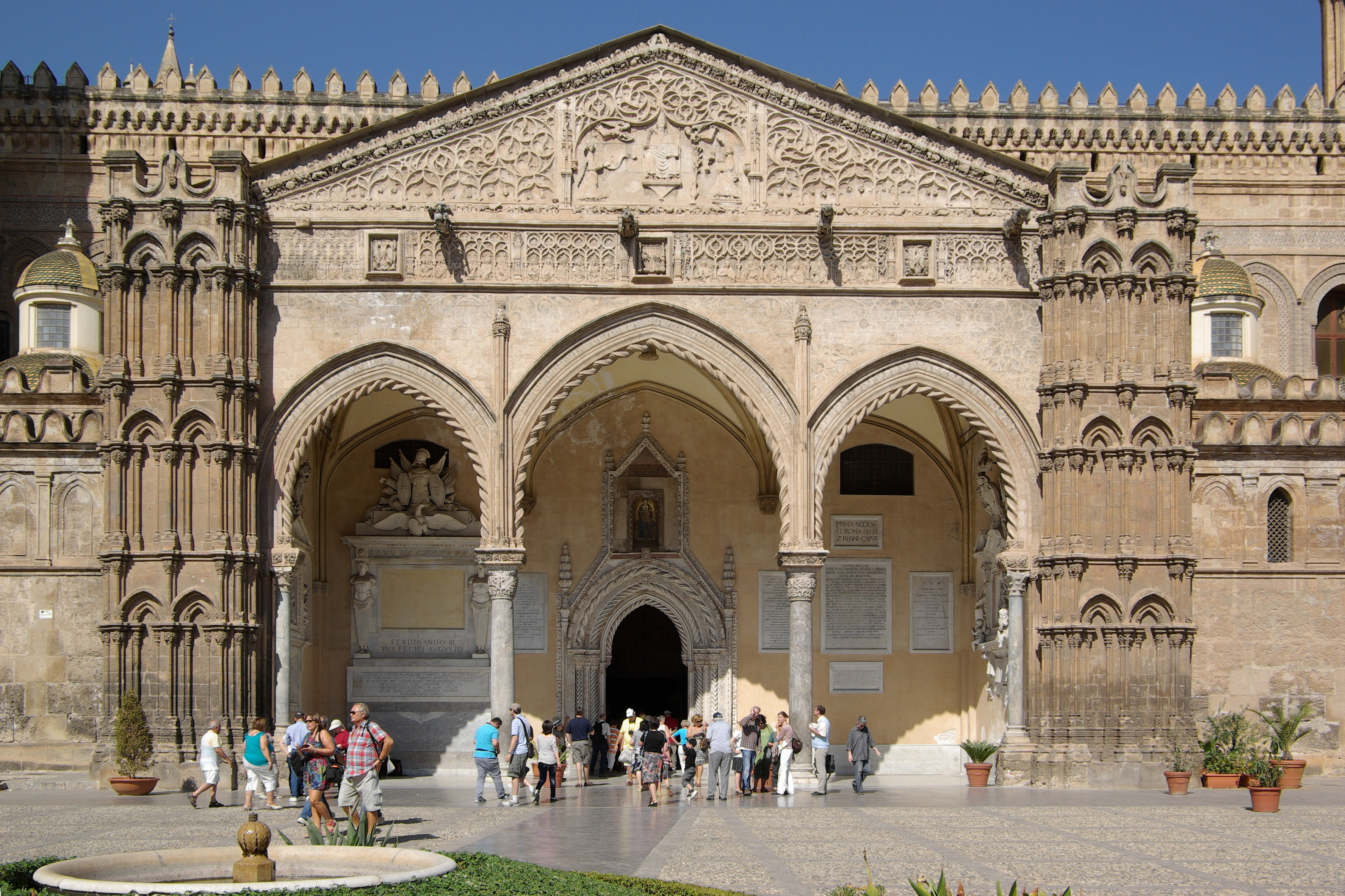
Catalaans-gotisch portaal

De westgevel, aan de Via Bonello, dateert uit de 14e en 15e eeuw en wordt geflankeerd door twee gotische torens en heeft een gotisch portaal, met daarboven in een nis een kostbaar 15e-eeuws beeld van Madonna. Twee spitsboogvormige arcades overspannen de straat en verbinden de kathedraal met de klokkentoren, die grenst aan het aartsbisschoppelijk paleis.
Het portiek in gotisch-Catalaanse stijl, met drie bogen, opgericht rond 1465 aan de zuidgevel vormt tegenwoordig de hoofdingang van de kathedraal. De eerste kolom, aan de linkerkant, behoorde tot de oorspronkelijke kathedraal en de moskee, zoals blijkt uit een Arabische inscriptie, met een vers uit de Koran, in de zuil. De beelden van het portaal werden tussen 1426 en 1430 gemaakt door Antonio Gambara, terwijl de houten bladeren uit 1432 door Francesco Miranda gemaakt zijn. Het mozaïek dat Madonna uitbeeldt stamt uit de dertiende eeuw. Op de muren zijn twee monumenten aangebracht die herinneren aan de kroning van Karel III en Victor Amadeus II, de laatste koning die hier werd gekroond in december 1713.

## Interieur

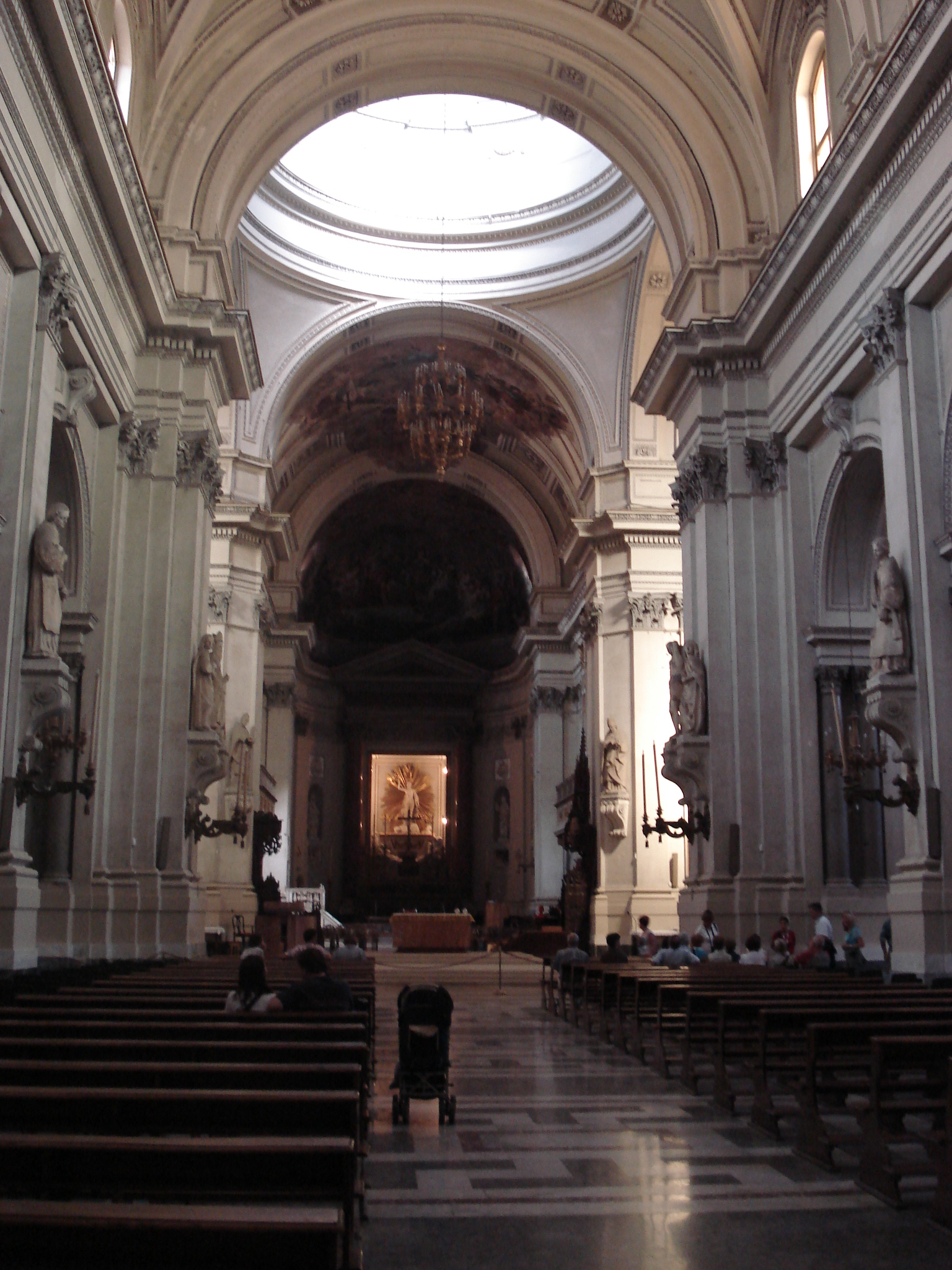
Het schip

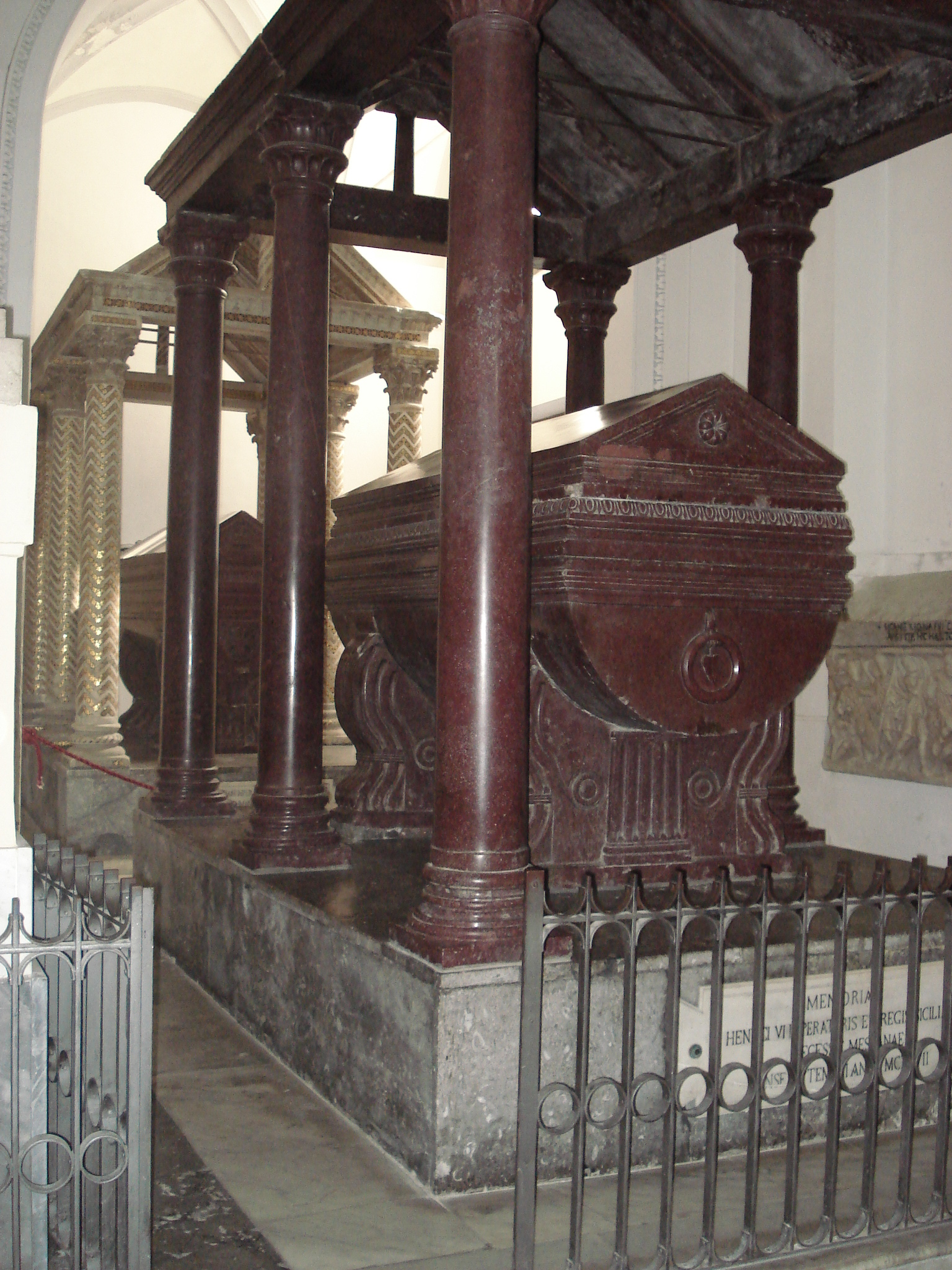
Sarcofagen van Hendrik VI en Constance van Sicilië

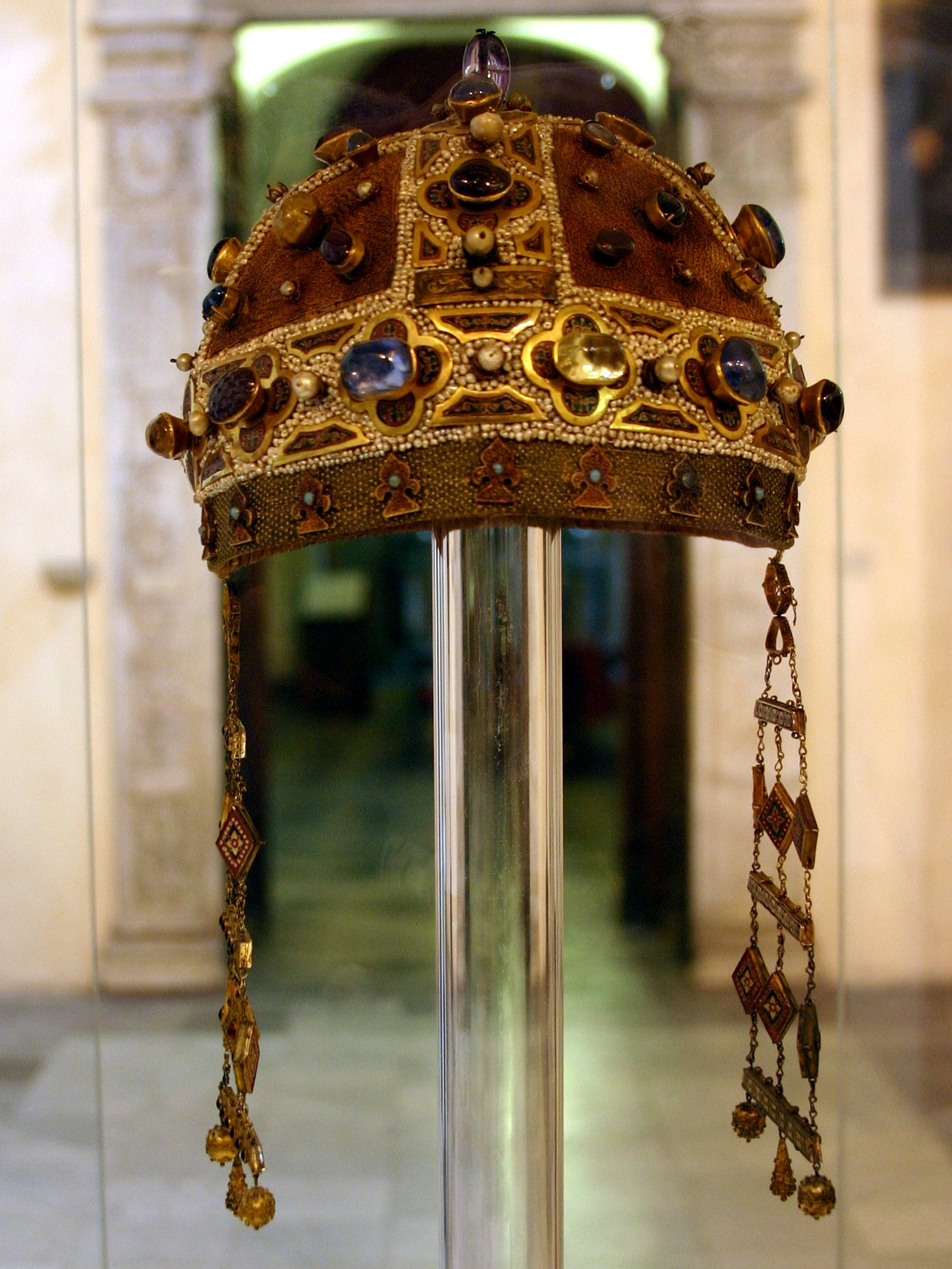
Kroon van Constance van Aragon

Het interieur is gevormd door de verbouwingen aan het einde van de 18de eeuw door Ferdinando Fuga. De kathedraal is gebouwd als een klassieke basilica in de vorm van een Latijns kruis. De pijlers verbergen de kolommen die oorspronkelijk de bogen ondersteunden tussen het middenschip en de zijbeuken.
In het interieur staan enkele waardevolle standbeelden, zoals de marmeren Madonna met Kind door Francesco Laurana in 1469 en de Madonna della Scala door Antonello Gagini uit 1503 op het altaar in de nieuwe sacristie.
Rechts van het priesterkoor is de kapel van de heilige Rosalia. In een zilveren urn uit 1632 worden de relikwieën van de patroonheilige van Palermo bewaard. Andere zilveren urnen bewaren de relikwieën van de heilige Cristina en de heilige Ninfa.
In de crypte bevinden zich de sarcofagen van de aartsbisschoppen van Palermo, waarvan enkel hergebruikte Romeinse sarcofagen zijn.

## Koningsgraven

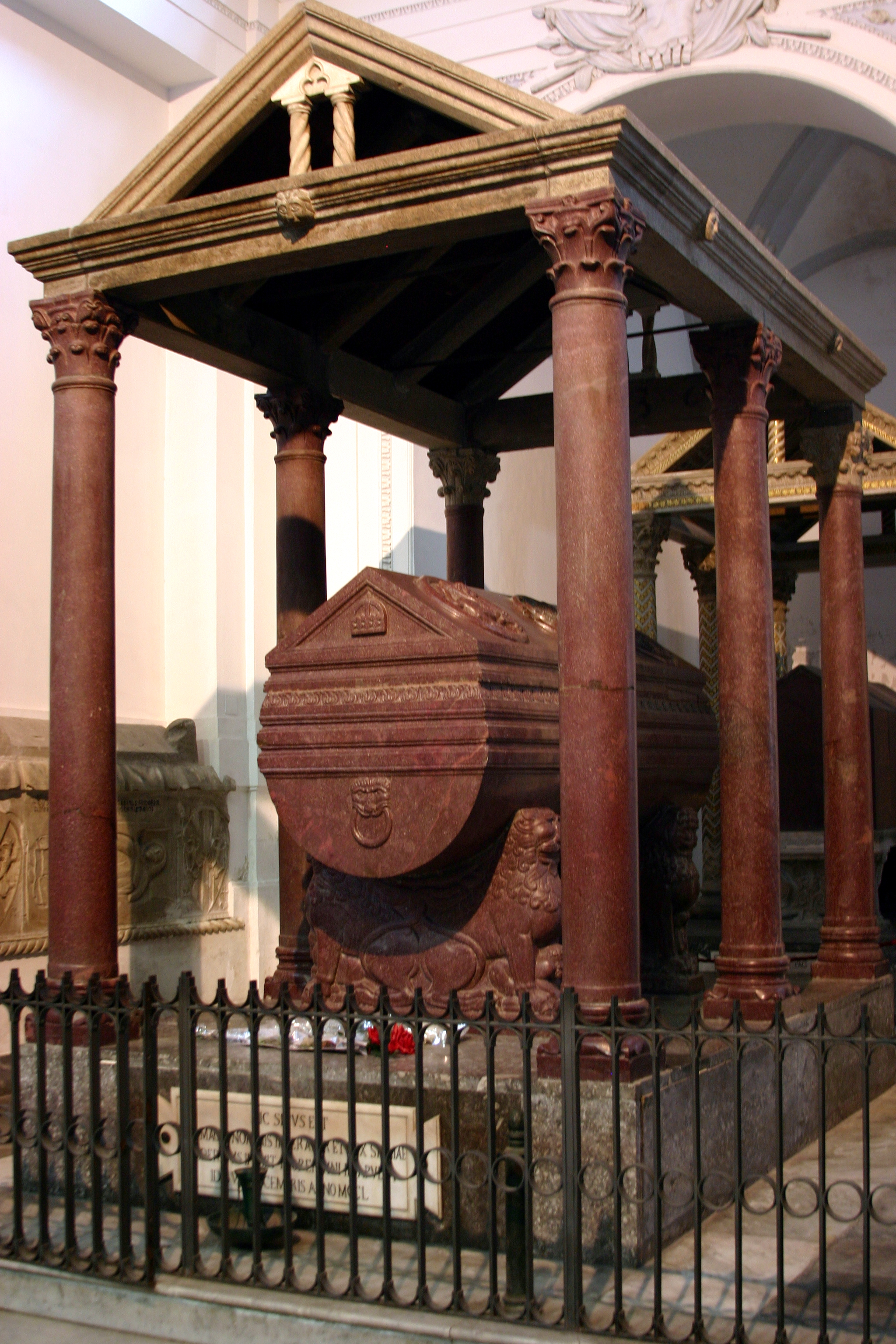
Sarcofagen van Frederik II en Rogier II

Sinds de verbouwingen in de achttiende eeuw bevinden de koningsgraven zich in een kapel in een zijbeuk. Oorspronkelijk bevonden ze zich rechts van de apsis.
De voorste sarcofagen staan elk onder een baldakijn dat wordt ondersteund door zes zuilen. De linker sarcofaag is van Frederik II (overleden in 1250) en de rechter van zijn vader, keizer Hendrik VI (overleden in 1197). Deze twee sarcofagen had Rogier II in het transept van de kathedraal van Cefalù laten plaatsen en ze waren oorspronkelijk bedoeld voor hem en zijn opvolgers. Nadat Roger II echter in Palermo, en zijn opvolgers Willem I en Willem II in de Kathedraal van Monreale waren begraven, nam Frederik II de sarcofagen voor zichzelf en zijn vader mee naar Palermo. De sarcofaag van Frederik II is bijzonder artistiek uitgevoerd en wordt ondersteund door twee gebeeldhouwde leeuwen.
In de tweede rij staan twee sarcofagen onder twee met mozaïeken versierde baldakijnen. Links het graf van Rogier II (overleden in 1154) en rechts het graf van zijn dochter Constance van Sicilië (overleden in 1198), de vrouw van Hendrik VI.
In een Romaanse sarcofaag uit de derde of de vierde eeuw aan de rechter muur, ligt het gebeente van Constance van Aragón (overleden in 1222), de vrouw van Frederik II. Daarnaast staat de graftombe van Willem van Athene, Infante van Sicilië en hertog van Athene.
In de crypte staat de sarcofaag van Giovanni Doria (17e eeuw), kardinaal-aartsbisschop van Palermo en stadhouder van het koninkrijk Sicilië.

## Schatkamer
De ingang van de schatkamer bevindt zich rechts van de kapel van de heilige Rosalia. In de schatkist worden liturgische gewaden tentoongesteld. Het pronkstuk van de collectie is de kroon die werd gemaakt naar het model van de kroon van de Byzantijnse keizer. Deze kroon werd door Frederik II in het graf van zijn vrouw Constance van Aragon gelegd.